# 大阪市交通局1401形電車

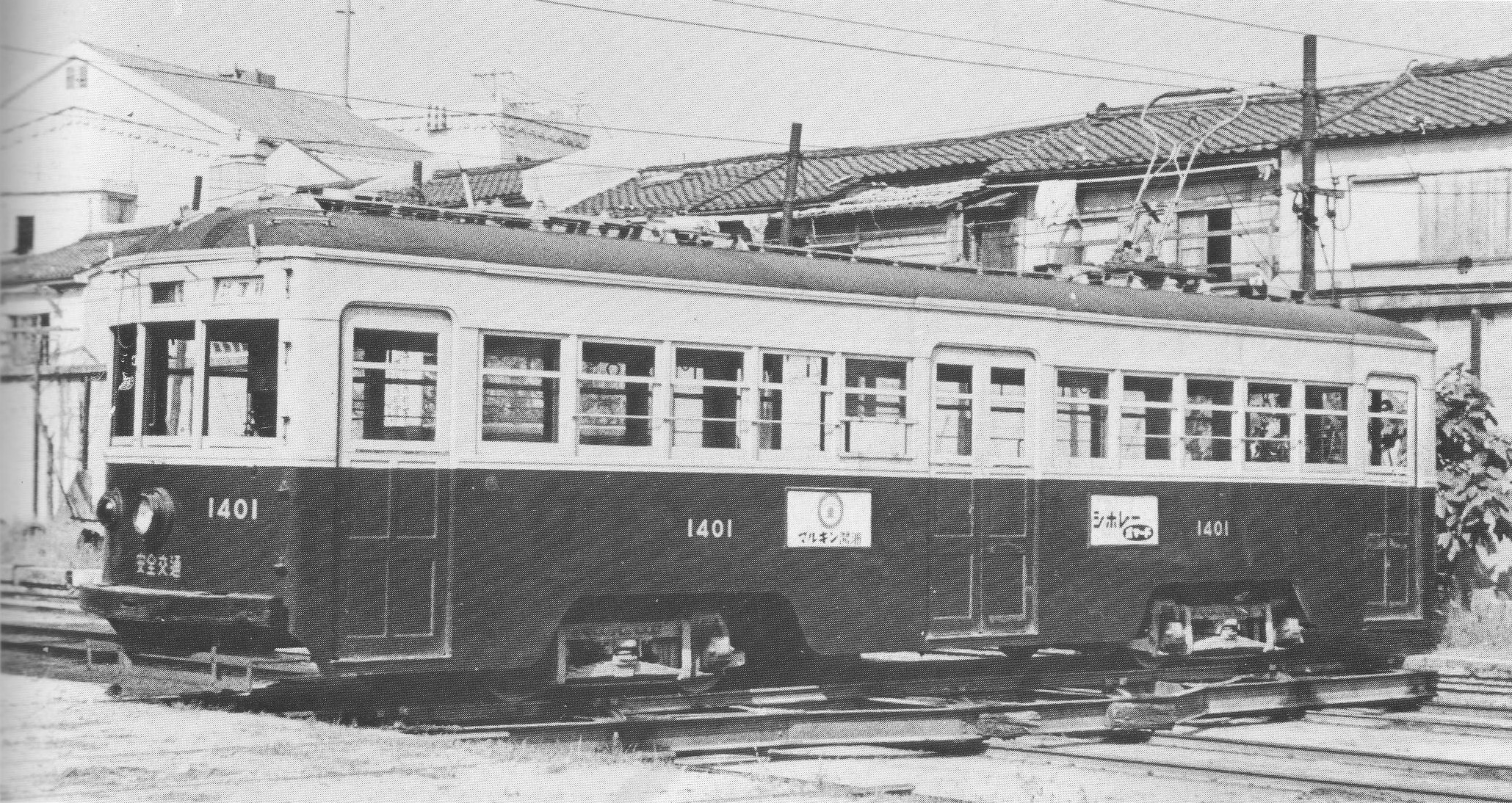
1401（1953年8月、天王寺車庫）

大阪市交通局1401形電車（おおさかしこうつうきょく1401がたでんしゃ）は、かつて大阪市交通局が保有していた路面電車車両で、当初は阪堺電鉄の201形として1940年に製造された車両である。

## 阪堺電鉄時代
1401形の前身となる阪堺電鉄201形は、（旧）阪堺電気軌道が開業時に製造した木造車1形を譲り受けた81形のうち5両を鋼体化改造したもので、1940年に木南車輌製造で5両が製造された。
車体は窓配置はD5D5Dで、二段上昇窓を採用した。一方、台車は高床式台車のブリル27GE-1台車を流用したが、車体は極力低床式に近い車体とした事から、床板は台車部分を中心に高くなっていた。
なお、81形の残り2両は1943年に鋼体化改造されたが、台車が低床式のブリル77Eを使用しており、車体様式も201形とは異なる事から211形211～212となった。

## 買収後
阪堺電鉄が1944年3月末に大阪市電気局に買収された後、201～205は同年9月2日付で1401形の1401～1405に改番されたが、1945年6月に1402・1404・1405の3両が戦災に遭い、1949年に廃車された。残る2両は、1403を1402に改番して1401～1402に整理された。
その後、台車を低床式のブリル77Eに交換したが、床板の手直しが充分ではなく波打っていたという。集電装置がビューゲル化された程度で後部扉の締切工事も行われる事もなく、1959年9月30日付で1402が2601形の2694～2695に更新改造され、1401形は消滅した。
なお211形は、買収後は大阪市電気局1411形1411～1412となったが、2両とも戦災に遭い、1949年に廃車された。